# Ju-Jitsu International Federation
A Ju-Jitsu International Federation é uma entidade que regulamenta a prática do jiu-jitsu tradicional japonês (atualmente chamado de "Sport jiu jitsu") em todo o mundo, criada em 1998.

## Movimento Olímpico
A Ju-Jitsu International Federation é membro da Associação Geral das Federações Esportivas Internacionais e da Associação Internacional dos Jogos Mundiais. Assim, o "Sport Ju-jitsu" já faz parte de competições multidesportivas, como Jogos Mundiais, World Combat Games, Jogos Asiáticos de Artes Marciais, aproximando assim o esporte dos jogos Olímpicos.